# ПДРС
ПДРС — веб-сайт вымышленной украинской политической партии «Приднепровско-Донецкий Рабочий Союз», специализирующийся на размещении материалов, в гротескной форме пародирующих агитационные материалы украинских партий пророссийской и левой политической ориентации (в первую очередь КПУ, ПСПУ, Партии регионов) и поддерживающих их СМИ. Существует с ноября 2006 года. Владельцы сайта и авторы текстов сохраняют анонимность.
Пародийные тексты сайта, по словам газеты «Украина сегодня», «представляют собой гремучую смесь посконно-домотканого патриотизма с наивно-классовым агитпропом». По выражению О.Довженко, обозревателя «Украинской недели», авторы материалов веб-сайта используют «фофудийный» дискурс, выработавшийся в украинском интернет-пространстве за последние несколько лет, который пародирует «наихудшие черты братской нации: шовинизм, имперские амбиции, „почвенничество“, православное мракобесие и тому подобное. Нарядившись в кокошники, косоворотки, валенки и ушанки, с балалайками наперевес, украинцы врезали таких частушек, что кремлёвские стены вздрогнули… Главный козырь фофудьистов — то, что они, в отличие от россиян с их схематическими шутками о сале, „гарелке“ и шароварах, в совершенстве знают то, что пародируют. Поэтому пародия выходит рельефной, правдоподобной и кое-где с настолько глубоким подтекстом, что неподготовленный читатель не может понять: это что, всё серьёзно?»
Так, например, Калле Книивиля (Kalle Kniivilä), журналист шведской газеты «Sydsvenska Dagbladet», пишет в своём блоге, что сатирические материалы ПДРС в Эстонии некоторые приняли «за чистую монету» и местные блогеры переводят их на английский и эстонский языки. А ссылка на «Инструкцию по выживанию во время кризиса» была использована в пропагандистских антироссийских целях на сайте «Кавказ-центр» .
Издание «Телекритика» называет сайт ПДРС «одной из самых успешных сетевых провокаций UA-нета». Его материалы перепечатываются многими русскоязычными ресурсами.
По мнению О. Довженко, «„фофудийный“ дискурс не столько литературная/интернетная мистификация, сколько ролевая игра… „Фофудьисты“ в пределах своего сообщества по-театральному глубоко вживаются в образ пещерных российских шовинистов. А ПДРС напоминает сконструированную реальность фэнтези ещё и тем, что имеет свою разветвленную мифологию, галерею виртуальных персонажей и даже умершего пророка — Юлия Юрьевича Корчмара, теоретика рабочего движения».
Один из анонимных основателей ПДРС, которого О. Довженко цитирует в своей статье, отрицает какие-либо связи с «партиями, фондами, изданиями и тому подобное» — по его словам, идея ПДРС возникла как «естественная реакция на органические отходы жизнедеятельности политического организма», как «внутренняя потребность как-то ответить на информационную агрессию со стороны телевизора».
Некоторые характерные публикации и рубрики веб-сайта:
- Китайская модель развития как магистральное направление эволюции Малороссии Архивная копия от 16 сентября 2009 на Wayback Machine
- Герман Истоков. Цхинвальская рапсодия Архивная копия от 8 сентября 2009 на Wayback Machine
- Герман Истоков. Таллинская рапсодия Архивная копия от 7 сентября 2009 на Wayback Machine
- Герман Истоков. Феодосийская рапсодия Архивная копия от 17 февраля 2008 на Wayback Machine
- Как построить дерьмоперегонный аппарат в домашних условиях Архивная копия от 18 декабря 2008 на Wayback Machine
- ПРОБЛЕМЫ РУКОБЛУДИЯ В ПЕРИОД УСИЛЕНИЯ КЛАССОВОЙ БОРЬБЫ Архивная копия от 15 июня 2009 на Wayback Machine
- Патриотический порнографический рассказ для рабочих Архивная копия от 10 июня 2009 на Wayback Machine
- «Инструкция по осквернению государственных символов Украины» Архивная копия от 1 января 2009 на Wayback Machine
- Инструкция по выживанию во время кризиса Архивная копия от 5 декабря 2008 на Wayback Machine
- Выставка детских рисунков «Весёлый танк» Архивная копия от 11 декабря 2008 на Wayback Machine
- «Генератор гневных жалоб Российским Властям на украинский беспредел» Архивная копия от 1 января 2009 на Wayback Machine
- «ПДРС-педия» Архивная копия от 6 апреля 2017 на Wayback Machine